# Mètode de Descartes
El mètode de Descartes és un mètode introduït en 1637 pel matemàtic francès René Descartes en la seva obra La Géométrie, per a la resolució de l'equació de quart grau que, a diferència amb el mètode de Ferrari, tracta de factoritzar l'equació quàrtica reduïda en dos polinomis quadràtics per tal d'arribar a les solucions de l'equació original.

## Estratègia general
Sigui l'equació de quart grau
{\displaystyle ax^{4}+bx^{3}+cx^{2}+dx+e=0},
s'ha de reduir a la seva forma reduïda, fent una transformació de Tschirnhaus, per tant això resulta en el següent: 
{\displaystyle w^{4}+rw^{2}+sw+t=0\,},
on
{\displaystyle r={\frac {c}{a}}-{\frac {3b^{2}}{8a^{2}}}={\frac {8ac-3b^{2}}{8a^{2}}}}
{\displaystyle s={\frac {d}{a}}-{\frac {bc}{2a^{2}}}+{\frac {b^{3}}{8a^{3}}}={\frac {b^{3}-4abc+8a^{2}d}{8a^{3}}}}
{\displaystyle t={\frac {e}{a}}-{\frac {bd}{4a^{2}}}+{\frac {b^{2}c}{16a^{3}}}-{\frac {3b^{4}}{256a^{4}}}={\frac {256a^{3}e-64a^{2}bd+16ab^{2}c-3b^{4}}{256a^{4}}}}
Aquesta equació de quart grau es factoritza en dos polinomis quadràtics:
{\displaystyle (w^{2}+\alpha w+\beta )(w^{2}-\alpha w+\gamma )=0\,}
A l'efectuar el producte i relacionar-lo amb l'equació quàrtica reduïda, obtenim el següent sistema d'equacions:
{\displaystyle {\begin{cases}\beta +\gamma -\alpha ^{2}=r\\\alpha (\gamma -\beta )=s\\\beta \gamma =t\end{cases}}}
En aquest sistema, després de diverses operacions, obtenim una equació que aparentment és de sisè grau:
{\displaystyle \alpha ^{6}+2r\alpha ^{4}+(r^{2}-4t)\alpha ^{2}-s^{2}=0},
que en termes d' {\displaystyle \alpha ^{2}} és una equació cúbica, per tant substituïm {\displaystyle \alpha ^{2}} per {\displaystyle y}.
{\displaystyle \alpha ^{2}=y\rightarrow y^{3}+2ry^{2}+(r^{2}-4t)y-s^{2}=0},
que pot ser resolta pel mètode de Cardano (en cas que l'equació tingui dues o tres arrels reals, es pren la primera arrel com a primera prioritat), on {\displaystyle y} ha de ser una arrel real positiva de l'equació cúbica resolvent.
Després de fer càlculs posteriors, obtenim les quatre solucions de l'equació original:
{\displaystyle x_{1}={\frac {{\sqrt {y}}+{\sqrt {-y-2r-{\frac {2s}{\sqrt {y}}}}}}{2}}-{\frac {b}{4a}}}
{\displaystyle x_{2}={\frac {{\sqrt {y}}-{\sqrt {-y-2r-{\frac {2s}{\sqrt {y}}}}}}{2}}-{\frac {b}{4a}}}
{\displaystyle x_{3}={\frac {-{\sqrt {y}}+{\sqrt {-y-2r+{\frac {2s}{\sqrt {y}}}}}}{2}}-{\frac {b}{4a}}}
{\displaystyle x_{4}={\frac {-{\sqrt {y}}-{\sqrt {-y-2r+{\frac {2s}{\sqrt {y}}}}}}{2}}-{\frac {b}{4a}}}

## Demostració del mètode de Descartes
Donada l'equació quàrtica
{\displaystyle ax^{4}+bx^{3}+cx^{2}+dx+e=0}
Dividim l'equació inicial per la component quàrtica, obtenint:
{\displaystyle x^{4}+{\frac {b}{a}}x^{3}+{\frac {c}{a}}x^{2}+{\frac {d}{a}}x+{\frac {e}{a}}=0\,}
Procedim a substituir {\displaystyle x=w-{\frac {b}{4a}}\,} per eliminar el terme cúbic:
{\displaystyle \left(w-{\frac {b}{4a}}\right)^{4}+{\frac {b}{a}}\left(w-{\frac {b}{4a}}\right)^{3}+{\frac {c}{a}}\left(w-{\frac {b}{4a}}\right)^{2}+{\frac {d}{a}}\left(w-{\frac {b}{4a}}\right)+{\frac {e}{a}}=0},
on
{\displaystyle \left(w-{\frac {b}{4a}}\right)^{4}=w^{4}-{\frac {bw^{3}}{a}}+{\frac {3b^{2}w^{2}}{8a^{2}}}-{\frac {b^{3}w}{16a^{3}}}+{\frac {b^{4}}{256a^{4}}}}
{\displaystyle {\frac {b}{a}}\left(w-{\frac {b}{4a}}\right)^{3}={\frac {bw^{3}}{a}}-{\frac {3b^{2}w^{2}}{4a^{2}}}+{\frac {3bw^{3}}{16a^{3}}}-{\frac {b^{4}}{64a^{4}}}}
{\displaystyle {\frac {c}{a}}\left(w-{\frac {b}{4a}}\right)^{2}={\frac {cw^{2}}{a}}-{\frac {bcw}{2a^{2}}}+{\frac {b^{2}c}{16a^{3}}}}
{\displaystyle {\frac {d}{a}}\left(w-{\frac {b}{4a}}\right)={\frac {dw}{a}}-{\frac {bd}{4a^{2}}}}
En efecte, al desenvolupar la suma algebraica dels resultats dels productes presents, el terme {\displaystyle -{\frac {b}{a}}w^{3}\,} està compensat igualment per {\displaystyle {\frac {b}{a}}w^{3}\,}, per la qual cosa es cancel·larà el terme {\displaystyle w^{3}\,}. Per tant, el resultat d'aquesta suma algebraica és:
{\displaystyle w^{4}+{\frac {cz^{2}}{a}}-{\frac {3b^{2}w^{2}}{8a^{2}}}+{\frac {2b^{3}w}{16a^{3}}}-{\frac {bcw}{2a^{2}}}+{\frac {dw}{a}}+{\frac {e}{a}}-{\frac {bd}{4a^{2}}}+{\frac {b^{2}c}{16a^{3}}}-{\frac {3b^{4}}{256a^{4}}}=0}
Indiquem factor comú en els termes amb {\displaystyle w}:
{\displaystyle w^{4}+\left({\frac {c}{a}}-{\frac {3b^{2}}{8a^{2}}}\right)w^{2}+\left({\frac {d}{a}}-{\frac {bc}{2a^{2}}}+{\frac {b^{3}}{8a^{3}}}\right)w+\left({\frac {e}{a}}-{\frac {bd}{4a^{2}}}+{\frac {b^{2}c}{16a^{3}}}-{\frac {3b^{4}}{256a^{4}}}\right)=0}
Llavors, d'acord a les definicions recentment introduïdes, escriurem l'expressió simplement com
{\displaystyle w^{4}+rw^{2}+sw+t=0\,}
on aquesta expressió és l'equació quàrtica reduïda, les components es donen per:
{\displaystyle r={\frac {c}{a}}-{\frac {3b^{2}}{8a^{2}}}={\frac {8ac-3b^{2}}{8a^{2}}}}
{\displaystyle s={\frac {d}{a}}-{\frac {bc}{2a^{2}}}+{\frac {b^{3}}{8a^{3}}}={\frac {b^{3}-4abc+8a^{2}d}{8a^{3}}}}
{\displaystyle t={\frac {e}{a}}-{\frac {bd}{4a^{2}}}+{\frac {b^{2}c}{16a^{3}}}-{\frac {3b^{4}}{256a^{4}}}={\frac {256a^{3}e-64a^{2}bd+16ab^{2}c-3b^{4}}{256a^{4}}}}
En aquest moment, la idea important és factoritzar l'anterior en {\displaystyle (w^{2}+\alpha w+\beta )(w^{2}-\alpha w+\gamma )=0\,}, acció que és possible ja que no està present el terme cúbic en el polinomi, i que al desenvolupar la multiplicació distributivament ve donada de forma explícita per les següents raons:
{\displaystyle w^{4}+(\beta +\gamma -\alpha ^{2})w^{2}+[\alpha (\gamma -\beta )]w+\beta \gamma \,=0}.
A l'identificar l'anterior amb els termes {\displaystyle r}, {\displaystyle s} i {\displaystyle t}, obtenim les següents relacions:
{\displaystyle \beta +\gamma -\alpha ^{2}=r\,},
{\displaystyle \alpha (\gamma -\beta )=s\,},
{\displaystyle \beta \gamma =t\,}.
Si volem trobar el valor de {\displaystyle \alpha } primerament, considerem les relacions exposades com un sistema d'equacions de tres incògnites:
{\displaystyle {\begin{cases}\beta +\gamma -\alpha ^{2}=r\\\alpha (\gamma -\beta )=s\\\beta \gamma =t\end{cases}}}
Passem {\displaystyle \alpha ^{2}} al membre dret de la primera equació, obtenint:
{\displaystyle \beta +\gamma =r+\alpha ^{2}}
Passem {\displaystyle \alpha } al membre dret de la segona equació, obtenint:
{\displaystyle \gamma -\beta ={\frac {s}{\alpha }}}
Amb els resultats obtinguts, formem un nou sistema d'equacions.
{\displaystyle {\begin{cases}\beta +\gamma =r+\alpha ^{2}\\\gamma -\beta ={\frac {s}{\alpha }}\end{cases}}}
Sumem i restem les dues equacions del nou sistema, i unim els resultats en un altre nou sistema:
{\displaystyle {\begin{cases}2\beta =r+\alpha ^{2}-{\frac {s}{\alpha }}\\2\gamma =r+\alpha ^{2}+{\frac {s}{\alpha }}\end{cases}}}
Multipliquem les equacions de sistema recent, obtenint:
{\displaystyle 4\beta \gamma =\alpha ^{4}+2r\alpha ^{2}+r^{2}-{\frac {s^{2}}{\alpha ^{2}}}}
Ens adonem que existeix {\displaystyle \beta \gamma }, per tant el reemplacem per {\displaystyle t}:
{\displaystyle 4t=\alpha ^{4}+2r\alpha ^{2}+r^{2}-{\frac {s^{2}}{\alpha ^{2}}}}
Passem {\displaystyle 4t} a l'altre membre de la igualtat amb signe oposat, això dona:
{\displaystyle \alpha ^{4}+2r\alpha ^{2}+r^{2}-{\frac {s^{2}}{\alpha ^{2}}}-4t=0}
Com que hi ha un terme fraccionari, procurem multiplicar l'equació per {\displaystyle \alpha ^{2}}:
{\displaystyle \alpha ^{6}+2r\alpha ^{4}+r^{2}\alpha ^{2}-s^{2}-4t\alpha ^{2}=0}
Finalment, indiquem factor comú en {\displaystyle r^{2}\alpha ^{2}} i {\displaystyle 4t\alpha ^{2}}:
{\displaystyle \alpha ^{6}+2r\alpha ^{4}+(r^{2}-4t)\alpha ^{2}-s^{2}=0}
Fem la substitució {\displaystyle \alpha ^{2}=y} (obtenint una equació cúbica resolvent):
{\displaystyle y^{3}+2ry^{2}+(r^{2}-4t)y-s^{2}=0\,}
Llavors, sigui {\displaystyle y} una arrel positiva de l'equació cúbica resolvent. Solucionem per {\displaystyle \alpha }:
{\displaystyle \alpha ^{2}=y\rightarrow \alpha ={\sqrt {y}},y>0}
Per tant, hem trobat la solució per {\displaystyle \alpha }. Per tant, reemplaçant {\displaystyle \alpha } en el sistema anterior al recent, obtenim les solucions {\displaystyle \beta } i {\displaystyle \gamma }:
{\displaystyle 2\beta =r+y-{\frac {s}{\sqrt {y}}}\rightarrow \beta ={\frac {r+y-{\frac {s}{\sqrt {y}}}}{2}}}
{\displaystyle 2\gamma =r+y+{\frac {s}{\sqrt {y}}}\rightarrow \gamma ={\frac {r+y+{\frac {s}{\sqrt {y}}}}{2}}}
Reemplacem els valors d' {\displaystyle \alpha }, {\displaystyle \beta } i {\displaystyle \gamma } les dues equacions quadràtiques:
{\displaystyle (w^{2}+\alpha w+\beta )(w^{2}-\alpha w+\gamma )=0}
{\displaystyle \left(w^{2}+{\sqrt {y}}w+{\frac {r+y-{\frac {s}{\sqrt {y}}}}{2}}\right)\left(w^{2}-{\sqrt {y}}w+{\frac {r+y+{\frac {s}{\sqrt {y}}}}{2}}\right)=0}
Apliquem la llei del producte nul en tots dos factors, això els separa en dues equacions quadràtiques diferents:
{\displaystyle w^{2}+{\sqrt {y}}w+{\frac {r+y-{\frac {s}{\sqrt {y}}}}{2}}=0}
{\displaystyle w^{2}-{\sqrt {y}}w+{\frac {r+y+{\frac {s}{\sqrt {y}}}}{2}}=0}
Calculem el discriminant de cada equació quadràtica:
{\displaystyle \Delta _{a}=b^{2}-4ac=\left({\sqrt {y}}\right)^{2}-4(1)\left({\frac {r+y-{\frac {s}{\sqrt {y}}}}{2}}\right)=-y-2r+{\frac {2s}{\sqrt {y}}}}
{\displaystyle \Delta _{b}=b^{2}-4ac=\left(-{\sqrt {y}}\right)^{2}-4(1)\left({\frac {r+y+{\frac {s}{\sqrt {y}}}}{2}}\right)=-y-2r-{\frac {2s}{\sqrt {y}}}}
Resolem les dues equacions per separat:
{\displaystyle w_{1,2}={\frac {-b\pm {\sqrt {\Delta _{a}}}}{2a}}={\frac {-{\sqrt {y}}\pm {\sqrt {-y-2r+{\frac {2s}{\sqrt {y}}}}}}{2}}}
{\displaystyle w_{3,4}={\frac {-b\pm {\sqrt {\Delta _{b}}}}{2a}}={\frac {{\sqrt {y}}\pm {\sqrt {-y-2r-{\frac {2s}{\sqrt {y}}}}}}{2}}}
Llavors les solucions de l'equació cuártica reduïda són:
{\displaystyle w_{1}={\frac {{\sqrt {y}}+{\sqrt {-y-2r-{\frac {2s}{\sqrt {y}}}}}}{2}}}
{\displaystyle w_{2}={\frac {{\sqrt {y}}-{\sqrt {-y-2r-{\frac {2s}{\sqrt {y}}}}}}{2}}}
{\displaystyle w_{3}={\frac {-{\sqrt {y}}+{\sqrt {-y-2r+{\frac {2s}{\sqrt {y}}}}}}{2}}}
{\displaystyle w_{4}={\frac {-{\sqrt {y}}-{\sqrt {-y-2r+{\frac {2s}{\sqrt {y}}}}}}{2}}}
I al mateix temps les solucions de l'equació original són:
{\displaystyle x_{1}={\frac {{\sqrt {y}}+{\sqrt {-y-2r-{\frac {2s}{\sqrt {y}}}}}}{2}}-{\frac {b}{4a}}}
{\displaystyle x_{2}={\frac {{\sqrt {y}}-{\sqrt {-y-2r-{\frac {2s}{\sqrt {y}}}}}}{2}}-{\frac {b}{4a}}}
{\displaystyle x_{3}={\frac {-{\sqrt {y}}+{\sqrt {-y-2r+{\frac {2s}{\sqrt {y}}}}}}{2}}-{\frac {b}{4a}}}
{\displaystyle x_{4}={\frac {-{\sqrt {y}}-{\sqrt {-y-2r+{\frac {2s}{\sqrt {y}}}}}}{2}}-{\frac {b}{4a}}}